# Визенбад
Визенбад (нем. Thermalbad Wiesenbad) — община в Германии, в земле Саксония. Подчиняется административному округу Хемниц. Входит в состав района Рудные Горы.  Население составляет 3543 человека (на 31 декабря 2010 года). Занимает площадь 24,62 км².
Коммуна подразделяется на 6 сельских округов.